# Непентес сибуянский
Непе́нтес сибуя́нский (лат. Nepénthes sibuyanénsis) — хищное тропическое растение, вид рода Непентес. Эндемик филиппинского острова Сибуяна, в честь которого оно и названо. Вид был открыт в ходе научной экспедиции, стартовавшей осенью 1996 года, и описан в 1998 году.

## История исследования

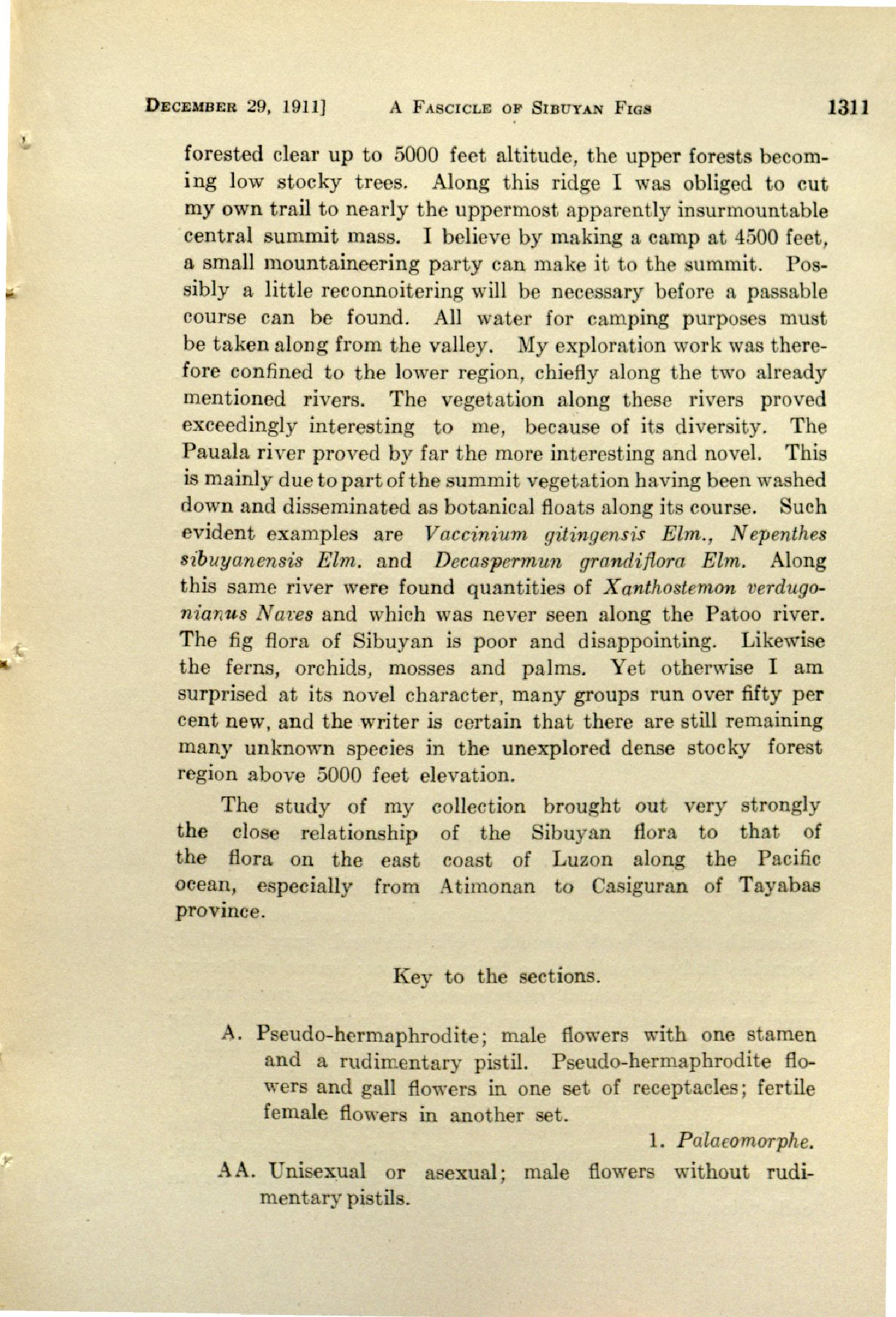
Упоминание названия в тексте Leaflets of Philippine Botany (1911)

Несмотря на формальное открытие и описание вида в конце XX века, первое упоминания его латинского названия Nepenthes sibuyanensis зафиксировано 29 декабря 1911 года.

## Ботаническое описание

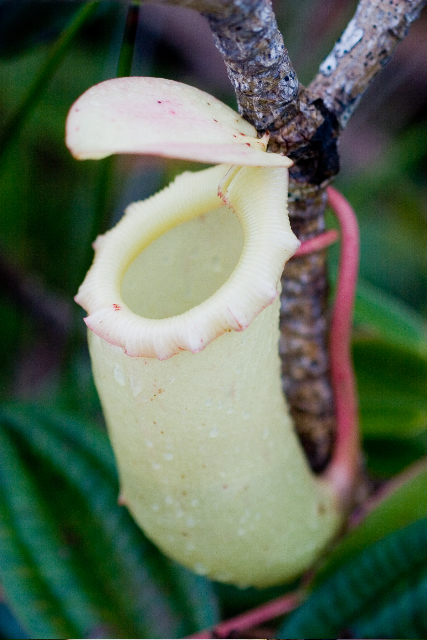
Редкая «верхняя» ловушка

Стебель Nepenthes sibuyanensis может достигать 1.5 м в длину и до 8 мм в диаметре. Цветок-ловушка, куда попадают насекомые, обычно расположен на земле. Другой вариант — «верхняя» ловушка — редок. Если он всё же проявляется, то она меньше наземной и окрашена в более светлые тона. Окраска листьев варьирует от желтоватых до тёмно-зелёных тонов.

## Экология
Вид распространён только на одном острове Сибуян (Филиппины). В Красной книге он отмечен как уязвимый. Угрозу для Nepenthes sibuyanensis могут представлять лесозаготовки и разработка полезных ископаемых.

## Близкие виды
Как родственные Nepenthes sibuyanensis или просто сравниваемые с ним упоминаются следующие виды растений:
- N. burkei
- N. merrilliana
- N. ventricosa
- N. insignis (Новая Гвинея)[1][4].